# Cecil Peak
Cecil Peak (maorský název Kā Kamu-a-Hakitekura označuje Cecil Peak dohromady s Walter Peak) je hora v pohoří Jižních Alp nacházející se poblíž města Queenstown na novozélandském Jižním ostrově. Vrchol hory dosahuje výšky 1978 m n. m. Sousedí s horou Walter Peak.